# Wudinna
Wudinna – miasto w Australii, w stanie Australia Południowa.